# 광주시 동구·서구
광주시 동구·서구는 대한민국의 옛 국회의원 선거구이다. 당시 전라남도 광주시 동구와 서구 지역을 관할했다.

## 역사
1973년 7월 1일을 기해 광주시에 구제가 실시되면서 동구, 서구가 설치되었다. 이에 따라 광주시 선거구도 대한민국 제10대 국회의원 선거를 앞두고 광주시 동구·서구 선거구로 개편되었다.
1980년 4월 1일에 전라남도 광주시 동구의 일부와 서구의 일부를 통합하여 북구가 신설되었다. 이에 따라 광주시 동구·서구 선거구는 대한민국 제11대 국회의원 선거를 앞두고 광주시 동구·북구, 광주시 서구 선거구로 분할되면서 폐지되었다.

## 역대 국회의원
| 선거   | 정당 | 정당   | 1위 의원 | 정당 | 정당       | 2위 의원 |
| ------ | ---- | ------ | -------- | ---- | ---------- | -------- |
| 1978년 |      | 신민당 | 이필선   |      | 민주통일당 | 김녹영   |

## 역대 선거 결과

### 대한민국 제10대 국회의원 선거
|  | 36.40% |

|  | 28.98% |

|  | 21.16% |

|  | 6.94% |

|  | 2.52% |

|  | 2.09% |

|  | 1.87% |